# Enantiopoda
De Enantiopoda zijn een orde van uitgestorven kreeftachtigen uit de klasse van de Remipedia (ladderkreeftjes).

## Familie
- Tesnusocarididae Brooks, 1955 †